# Javi Varas
Javier Varas Herrera (Sevilla, 1982. szeptember 10. –) a Sevilla FC kapusa.